# Google Earth
Google Earth é um programa de computador desenvolvido e distribuído pela Artcom estadunidense do Google cuja função é apresentar um modelo tridimensional do globo terrestre, construído a partir de mosaico de imagens de satélite obtidas de fontes diversas, imagens aéreas (fotografadas de aeronaves) e GIS 3D. Desta forma, o programa pode ser usado simplesmente como um gerador de mapas bidimensionais e imagens de satélite ou como um simulador das diversas paisagens presentes no Planeta Terra. Com isso, é possível identificar lugares, construções, cidades, paisagens, entre outros elementos. O programa é similar, embora mais complexo, ao serviço também oferecido pelo Google conhecido como Google Maps.
Anteriormente conhecido como Earth Viewer, o Google Earth foi desenvolvido pela Keyhole, Inc, uma companhia adquirida pelo Google em 2004. O produto, renomeado de Google Earth em 2005, está disponível para uso em computadores pessoais rodando Microsoft Windows 2000 (e superiores), Mac OS X 10.3.9 (e superiores), e Linux (lançado em 12 de junho de 2006), iOS, Android e FreeBSD.
O programa está disponível em duas diferentes licenças: Google Earth, a versão grátis mas com funções limitadas; e o Google Earth Pro (Gratuito), que se destina a uso comercial. O Google Earth Plus (R$20 por ano), que dispunha de recursos adicionais foi cancelado em 2008 por motivos comerciais;

## Aspectos gerais
Anteriormente conhecido como Earth Viewer, o Google Earth foi desenvolvido pela empresa Keyhole, Inc, uma companhia que a Google adquiriu em 2004. O nome do produto foi alterado para Google Earth em 2005 e está actualmente disponível para uso em computadores pessoais com Mac OS X 10.3.9 ou superior, Microsoft Windows 2000 ou XP e no dia 12 de Junho de 2006 foi lançada uma versão beta para Linux. A Google fez melhorias ao cliente Keyhole e adicionou as imagens de satélite da base de dados para o seu software de mapeamento baseado na Internet.
A maioria das grandes cidades do planeta já está disponível em imagens com resolução suficiente para visualizar edifícios, casas ou mesmo detalhes mais próximos como automóveis. Todo o globo terrestre já está coberto com aproximação de pelo menos 15 quilômetros.

## Recursos
Atualmente, o programa permite girar uma imagem, marcar os locais que você conseguiu identificar para visitá-los posteriormente, medir a distância entre dois pontos e até mesmo ter uma visão tridimensional de uma determinada localidade. No mês de maio de 2006 as imagens de satélite sofreram uma atualização e uma grande parte do Brasil já está em alta resolução. Mesmo pequenas cidades encontram-se disponíveis em detalhes.
O Google Earth faz a cartografia do planeta, agregando imagens obtidas de várias fontes, incluindo imagens de satélite, fotografia aérea, e sistemas de informação geográfica sobre um globo em 3D.
Também é possível ver mapas antigos do planeta todo, com o recurso Featured Content, nas layers (camadas).

### Google Sky
A Google criou a nova versão do Google Earth, a partir da versão (Google Earth 4.2 - Sky), O Novo Google sky permite navegar pela terra e pelo universo.
- Dentro do modo terra pode-se navegar por toda a parte como, Paris, Londres, etc.
- No modo Sky podemos navegar pelo universo, Marte, Urano, etc.

O Google Earth é uma boa ferramenta quando o assunto é pesquisa de lugares via satélite.

### Google Marte
A partir da versão 5 do programa, o Google Earth disponibiliza um recurso com o qual o planeta Marte pode ser visualizado em alta resolução do mesmo modo que a Terra.

### Google Lua
A partir da 2ª atualização da versão 5 do programa, o Google Earth disponibilizou um novo recurso com o qual o nosso satélite a Lua pode ser visualizada em alta resolução da mesma forma que a Terra e Marte.

### Titanic
Nesse novo Google Earth, é possível visitar o navio RMS Titanic.
Se você pesquisar (Titanic) na busca de endereços, você irá direto ao navio. Deem mais zoom até chegarem ao fundo.

### Oceano
Trata-se de uma atualização majoritária disponível a partir da versão 5 e criada para atender a solicitação por mais recursos relacionados aos oceanos. Este recurso adiciona uma nova camada que possibilita a visualização elementos ligados a superfície e ao fundo dos oceanos, como locais de mergulho, naufrágios, pontos de surf e áreas de proteção marinha.
Para essa adição a Google contou com vários parceiros de peso, dentre eles a California Academy of Sciences, Monterey Bay Aquarium Research Institute e a National Geographic Society.

### Imagens históricas
Com este recurso o Google Earth permite a comparação, caso estejam disponíveis em seus arquivos, de imagens de um mesmo local ao longo do tempo.

### Simulador de voo
Este simulador une as imagens de satélite do Google Earth com um simulador de voo podendo até fazer pousos e decolagens em aeroportos. Existem dois modelos o SR22 e o F-16.

### Busca de endereços
O Google Earth permite aos usuários a busca de endereços. Basta digitar o nome da cidade, e caso existam mais cidades com o mesmo nome as outras opções estarão logo abaixo. Pode-se procurar também pelas coordenadas geográficas (e isso pode ser feito em dois formatos) ou mesmo pelo CEP (inclusive no Brasil).

### Topografia
Tem dados terrestres digitais recolhidos pela missão SRTM. Isto significa que podemos ver o Grand Canyon ou o Monte Evereste em três dimensões. Para além disso, o Google Earth providencia uma camada (layer) com edifícios modelados em 3D de algumas das maiores cidades dos EUA. Layers - 3d Buildings. Algumas construções da cidade de São Paulo já podem também ser visualizadas.
Muitos usuários costumam adicionar os seus próprios dados e tornando-os disponíveis, através de várias fontes tais como os BBS ou blogs e até o próprio Orkut, com as comunidades relacionadas. Outros pontos de referência podem ser acessados ativando o layer Google Earth Community.

### Edifícios em 3D
Uma nova ferramenta implementada pelo Google após a sua aquisição da Keyhole, Inc é um conjunto de dados 3D de 48 cidades estadunidenses (Junho de 2006). Esta informação é fornecida pelo Sanborn Citysets. No entanto, muitos destes edifícios ainda são visualizados como simples volumes sem detalhamento. Em 14 de Março de 2006, Google adquiriu a At Last Software, empresa que produziu o SketchUp e criou plug-in para modelos 3D no Google Earth. Esse software permite modelar edificações em 3D, agregar texturas, e compartilhar os arquivos gerados na comunidade do Google Earth na Internet. As maiores estruturas em 3D no Google Earth são o Burj Khalifa e o Dubai Mall localizados em Dubai, Emirados Árabes Unidos.[carece de fontes?]

## Licença
O Google Earth está disponível numa versão gratuita para uso privado e em versões licenciadas para o uso comercial. Atualmente está disponível oficialmente em Windows XP e Mac OS X. A versão Linux, que era esperada em 2005, foi lançada uma versão beta em junho de 2006. Agora a versão do Google Earth está disponível para o Linux na seção estável (5.2) ou Beta (6.0).
Quando o programa começa, a vista do Google Earth está centrada em Lawrence, Kansas, no entanto é possível fazer com que inicie no lugar desejado.
O director de engenharia do Google Earth chama-se Brian McClendon e a sua biografia online diz que ele licenciou-se em 1986 na Universidade do Kansas.

## Produtos Google Earth
A família de produtos disponíveis em janeiro de 2009 é composta dos seguintes programas
- Google Earth
- Google Earth Pro
- Google Earth Enterprise:
  - Google Earth Fusion
  - Servidor do Google Earth
  - Cliente Google Earth para Empresas (Enterprise Client)

## Controvérsias
- O ex-presidente da Índia, A.P.J. Abdul Kalam se manifestou contra a disponibilidade de imagens de satélites de alguns lugares secretos do governo indiano. Em resposta o Google resolveu censurar estas imagens.[9]
- O governo sul-coreano protestou contra o Google alegando que as imagens do palácio presidencial de Seul disponibilizadas no Google Earth seriam de total importânica para os inimigos norte-coreanos, que a um certo tempo vêm tentando localizar o chefe-de-estado da Coreia do Sul.
- Em 2006, um usuário afirmou ter visualizado uma réplica da região do Caracórum, atualmente sob controle da China, porém reivindicado pelo estado indiano.
- Em outubro de 2007, o The Guardian relatou que as Brigadas dos Mártires de Al-Aqsa estavam usando o software para promover e planejar ataques terroristas contra o estado de Israel.[10]
- Heidy Um criminoso sobrevivente dos Atentados de Bombaim de 2008 admitiu usar o software do Google para planejar os ataques.[11]
- Várias pessoas ao tomar sol nuas em suas casas e quintais foram registradas nas fotos e entraram com processo contra o Google.[12]
- A minissérie alemã The Billion Dollar Code (no Brasil, Batalha Bilionária: O Caso Google Earth), de 2021, é inspirada em um processo de violação de patente do algoritmo usado pelo Google Earth movido pela ART+COM Studios que foi criadora do programa de computador Terravision.[13][14]